# Kobza (banda)
Kobza es un conjunto vocal e instrumental de Ucrania de los años 1970 y 1980. Kobza" fue el primero de los grupos de la antigua Unión Soviética que realizó una gira comercial por el continente americano (1982). El líder original de la banda era Oleksandr Zuev. Uno de los compositores y actual líder de la banda es Yevhen Kovalenko.

## Historia

### 1971-1985
El conjunto vocal e instrumental "Kobza" comenzó su actividad creativa profesional en 1971 como parte de "Ukrconcert".
En 1971, el conjunto fue invitado a participar, como conjunto acompañante, en la grabación del disco de la cantante Valentina Kuprina en el estudio de Kiev de la compañía discográfica All-Union "Melodiya". Al mismo tiempo, a la dirección del estudio le gustó el material propio de Kobza, y se tomó la decisión de grabar el disco en solitario del conjunto. El vocalista Valery Viter, estudiante del Instituto de Arte de Kiev y antiguo solista del conjunto amateur "Berezenʹ, fue invitado especialmente para este fin.
El disco se basaba en arreglos de canciones populares ucranianas y composiciones del líder del conjunto, Oleksandr Zuev. En lugar de las habituales guitarras, el conjunto utilizó instrumentos folclóricos tradicionales: banduras en su producción electrónica que sonaban como guitarras eléctricas. En este disco se grabó por primera vez la famosa canción de Volodymyr Ivasyuk "Vodogray" , interpretada por VIA "Kobza" y la cantante Valentina Kuprina ("Melodiya"). La grabación contó con la participación de: Oleksandr Zuev (teclados), Konstantin Novitsky, Volodymyr Kushpet (bandureros) Alexander Rogoza (bajo), George Garbar (flauta), Valery Viter (voz) y Anatoly Lyutyuk (batería).
En 1973, Kobza compartió el tercer puesto con los moscovitas en el concurso de conjuntos vocales e instrumentales de toda la Unión en Minsk. El primer puesto lo ganó el "Pesniary", el segundo no fue otorgado a nadie. Desde entonces, Kobza se ha convertido en uno de los mayores grupos de concierto de la Unión Soviética.
En 1974, Oleksandr Zuev dejó el conjunto y pronto dirigió la Filarmónica de Cherkasy "Kalyna".
Entonces "Kobza" estaba dirigido por los músicos del conjunto: el bajista y cantante Oleg Lednev y el bandurrista Konstantin Novitsky. A partir de 1977, Yevhen Kovalenko, licenciado en el Conservatorio de Rostov, teclista y vocalista, que ya había escrito para el conjunto arreglando y procesando canciones folclóricas, ocupó el lugar de director musical primero y artístico después.
En 1978 salió a la venta otro disco gigantesco, "Kobza", que fue grabado por K. Novitsky, V. Viter, V. Kushpet, G. Garbar, así como por los músicos que sustituyeron a la primera formación: Oleg Lednev (bajo, voz), Yevhen Kovalenko (teclados, voz), Mykola Berehovy (violín, voz), Gennady Tatarchenko (guitarra, voz) y Vasyl Kolektsionov (batería, voz). El programa consistió en arreglos de canciones populares ucranianas y de compositores ucranianos.
- Disco gigante "KOBZA". Conjunto vocal e instrumental. ("Melodiya") 33С60-10941-42 - 1977

Desde entonces, el grupo ha dado de 200 a 300 conciertos en toda la URSS. El conjunto también realiza giras en el extranjero: Checoslovaquia (1977, 1979, 1983), Italia (1977), Mongolia (1979), Cuba (1980), Finlandia (1981), Alemania (1981, 1984), Canadá (1982), Yemen (1983), Polonia (1985) y Japón (1985).
En 1980, el conjunto recibió el Premio Komsomol Republicano Mykola Ostrovsky.
En 1982 VIA Kobza preparó un programa de concierto "Frescos de Kiev" dedicado al 1500 aniversario de Kiev con música y poesía originales con la participación del ballet y el uso de trajes de escena especiales (compositor Vitaly Filipenko, directora Irina Molostova, coreógrafo Boris Kamenkovich).
En 1982, durante una gira por Canadá con la "Agencia Nacional de Conciertos" del país anfitrión, se editó el disco gigante de vinilo "KOBZA".
La composición de "Kobza" cambiaba periódicamente. Sí, K. Novitsky lo dejó por su "nevyyiznist". O. Lednev dejó el conjunto para formar un dúo familiar "Dos colores" con la cantante Lyudmila Grimalskaya (la primera intérprete del popular éxito de Vadim Ilyin "Lecciones de música"). Uno de ellos se graduó en el conservatorio y se convirtió en compositor profesional G. Tatarchenko. Las preocupaciones familiares arrastraron a casa al baterista V. Kolektsionov. Un poco antes, el bandurrista V. Kushpet dejó el conjunto y más tarde creó la "Escuela de Arte Kobzar" en la región de Kiev. Tres músicos brillantes llegaron al conjunto: el bajista V. Soldatenko, el baterista E. Trinko y, un poco más tarde, el guitarrista P. Kovalenko.
En 1982, el director artístico de VIA "Kobza" Yevhen Kovalenko, uno de los primeros artistas pop ucranianos, recibió el título de "Artista de Honor de la URSS".

### 1985-2011
VIA "Kobza" y el Cuarteto Yavir fueron de los primeros artistas del Ukrconcert en la zona de Chernobyl. VIA "Kobza" terminó sus viajes a la "zona" en 1992, cuando los médicos les prohibieron ir allí por motivos de salud. En la actualidad, los artistas de VIA Kobza tienen certificados como liquidadores del accidente de Chernobyl y premios del Estado.
En 1987, Valery Viter, que era uno de los mejores y más exitosos artistas, dejó la banda. Otros músicos también dejaron la banda.
El director artístico Yevhen Kovalenko reunió a los músicos que habían tocado en Kobza, algún tiempo después de 1980, y se refugiaron en "Ukrkoncert", y más tarde en "Kyivconcert".
El grupo siguió haciendo giras: en la RDA (1986), Dinamarca (1989), Países Bajos (1990), Alemania (1992, 1998), Francia (1993, 1994, 1997), Polonia (1993, 1994, 1996), Egipto (1994) y Gran Bretaña (1995). En aquella época el conjunto estaba formado por: bandurista - S. Zhovnirovich, violinista - I. Tkachuk, intérprete de 30 instrumentos musicales - M. Bloshchychak, guitarrista-kobzar - P. Kovalenko, bajo - V. Soldatenko, batería y percusionista - K. Kurko, solista principal - M. Pravdyvyi, teclados y acordeón - el líder del equipo - Yevhen Kovalenko.
En 1997, el director artístico de VIA "Kobza", Yevhen Kovalenko, recibió el título de "Artista del Pueblo de Ucrania".
En 1998, los solistas del VIA "Kobza" Petro Kovalenko y Mykola Pravdyvyi recibieron el título de "Artista de Honor de Ucrania".
En 2002 el artista de VIA "Kobza" Volodymyr Soldatenko recibió el título de "Artista de Honor de Ucrania".
VIA "Kobza" encabezada por el director artístico del Artista del Pueblo de Ucrania Yevhen Kovalenko, con músicos - Artistas de Honor de Ucrania: M. Pravdyvy, V. Soldatenko, P. Kovalenko y O. Murenko, lleva a cabo una activa actividad creativa de giras y conciertos y es uno de los conjuntos de mayor autoridad en los territorios creativos de Ucrania y de toda la antigua Unión Soviética.

## Premios
- Ganador del Festival Internacional "Yurmala-85" Yurmala, Letonia, 1985[8]
- Ganador del Festival Internacional "Palanga-85" Palanga, Lituania, 1985[8]
- Ganador del festival "Vohni mahistrali" - Jabárovsk - 1988
- Ganador del Festival Internacional "Midtfynns Festival" - Odense, Dinamarca - 1989[8]
- Ganador del Festival Internacional "Art Parade" - Osaka, Japón, 2002
- Ganador del festival "Éxito del año" - 2002–2006, Kiev[8]
- Ganador del festival "Nuestra canción" - 2003-2005, Kiev[8]
- Ganador del festival de televisión "Song Premiere - 2010" en Bucha

## Otras lecturas
- Sitio web de VIA Kobza dirigido por Yevhen Kovalenko
- Vitaly Bardetsky sobre el funk bigotudo de los 70 y el mundo del espectáculo de los 90
- Nikolái Rudakov . La voz mágica de "Kobza". // Correo del gobierno: periódico. 6 de agosto de 1998. pág. dieciséis.
- Premio al Éxito Musical del Año... ¡Siguiente! Archivado el 4 de marzo de 2022 en Wayback Machine.